# Bielizna (album)
Bielizna – album kompilacyjny zespołu Bielizna wydany w 1991 roku nakładem wytwórni Polton.

## Lista utworów
1. "W imieniu prawa" – 2:31
2. "Terrorystyczne bojówki" – 2:07
3. "Stefan" – 5:29
4. "Jak śnięty śledź" – 2:32
5. "Dwóch wchodzi, a jeden wychodzi" – 2:08
6. "Człowiek o smutnym oddechu" – 3:45
7. "Kołysanka dla narzeczonej tapicera" – 2:49
8. "Najbardziej fatalna para od czasów V-2" – 2:56
9. "Kuracja doktora Granata" – 2:40
10. "Taniec lekkich goryli" – 2:24
11. "Dom rodzinny" – 2:01
12. "Prywatne życie kasjerki P.K.P." – 3:42
13. "Prorok z Gliwic" – 2:38
14. "Niewidzialny świat" – 1:36
15. "Zdjęcie z niedźwiedziem" – 2:54
16. "Wampir nowego typu" – 2:45
17. "Wyjdź za mnie" – 2:26
18. "Ktoś" – 1:57
19. "Samotność szpiega" – 1:25
20. "Znak z nieba" – 2:34
21. "Magiczna moc ogórka konserwowego" – 3:17
22. "Chłopiec chce zmieniać świat" – 2:19
23. "Romantyczność" – 2:21
24. "Spokój" – 2:06
25. "Wiara, nadzieja, miłość i inwigilacja" – 1:45
26. "R.P.A." – 4:49